# Metamorphosis (албум Хилари Даф)
Metamorphosis је други али први студијски албум америчке певачице Хилари Даф. Албум је доживео велики успех у САД али и широм света. Албум се врло брзо попео на прво место Америчке Билборд 200 листе и на њој се задржао недељу дана. Са албума се могу издвојити синглови Why Not, So Yesterday, Come Clean, Little Voice. Продат је у преко 7.000.000 копија широм света, од којих је продато 4.000.000 копија само у Америци. На албуму преовлађује поп-рок звук. Након објаве албума, Хилари је кренула на Metamorphosis Tour (која је позната и као Girl Can Rock Tour). Та турнеја, као и докуменарни филм и спотови, објављени су на њеном другом DVD-ју Girl Can Rock.

## Списак песама
| #   | Назив | Трајање |
| --- | ----- | ------- |
| 1.  |       | 03:35   |
| 2.  |       | 03:34   |
| 3.  |       | 03:16   |
| 4.  |       | 03:03   |
| 5.  |       | 03:51   |
| 6.  |       | 03:32   |
| 7.  |       | 03:29   |
| 8.  |       | 04:02   |
| 9.  |       | 03:09   |
| 10. |       | 03:51   |
| 11. |       | 03:29   |
| 12. |       | 01:34   |

Бонус песма
| #   | Назив | Трајање |
| --- | ----- | ------- |
| 13. |       | 03:01   |

Бонус песме на јапанском издању
| #   | Назив | Трајање |
| --- | ----- | ------- |
| 14. |       | 03:27   |
| 15. |       | 03:05   |

Бонус песме на јапанском deluxe издању
| #   | Назив | Трајање |
| --- | ----- | ------- |
| 16. |       |         |
| 17. |       |         |

Бонус песме на бразилском, британском и мексичком издању
| #   | Назив | Трајање |
| --- | ----- | ------- |
| 14. |       | 03:05   |